# 敏林堪钦
敏林堪钦，又译作敏林堪千或敏林堪钦仁波切（藏語：སྨིན་གླིང་མཁན་ཆེན་རིན་པོ་ཆེ་，威利转写：smin gling mkhan chen rin po che），是藏传佛教宁玛派山南敏珠林寺的一脉传承，世代担任敏珠林寺的主持。该寺的另一脉传承是敏林赤钦，是宁玛派敏卓林寺系传承法座的持有者。

## 历史
敏珠林寺由德达林巴于1676年创立，是藏传佛教宁玛派分宗敏珠林传承的创始寺院。
1965年，第九世敏林堪千和一些僧人在印度西北部的台拉登重建敏珠林寺。1976年，第十一世敏林赤钦在其邀请下前往该寺担任首领。

## 历代敏林堪钦
- 甲舍登贝尼玛（Khen Gyalsay Tenpai Nyima）

- 罗千达玛师利（Khen Lochen Dharmashri）

- 邬金登津多杰（Khen Ogyen Tenzin Dorje）

- 桑雅登津（Khen Sangnag Tenzin）

- 邬金却佩（Khen Ogyen Choephel）

- 仁津桑波（Khen Rigzin Zangpo）

- 衮噶楚钦（Khen Kunga Tsultrim Dorje）

- 雅汪千哲诺布（Khen Ngawang Khentse Norbu）

- 雅汪千然甲称（Khen Khyenrab Gyatso）